# Dögun
Die Dögun – stjórnmálasamtök um réttlæti, sanngirni og lýðræði (deutsch: Morgenröte – Partei für Gerechtigkeit, Fairness und Demokratie, Parteibuchstabe T) war eine Kleinpartei in Island.

## Geschichte
Gegründet wurde die Partei am 18. März 2012 durch den Zusammenschluss der Parteien Hreyfingin (Die Bewegung), Borgarahreyfingin (Bürgerbewegung) und Frjálslyndi flokkurinn (Liberale Partei).
Bei der Parlamentswahl 2013 erzielte die Partei rund 3,1 Prozent der Stimmen. Damit scheiterte sie an der für einen Einzug in das nationale Parlament Althing festgesetzten Fünf-Prozent-Hürde. Die Partei nahm auch an den Parlamentswahlen 2016 und 2017 teil, wobei sie jedoch nur 1,7 % (2016) bzw. 0,05 % (2017) der Stimmen erhielt und damit weiterhin nicht ins Althing einziehen konnte. An der Wahl 2021 nahm die Partei nicht teil. Die Partei wurde aufgelöst und am 19. November 2021 aus dem isländischen Handelsregister gestrichen.

## Programm
In ihrem Programm setzte sich die Partei unter anderem für folgendes ein:
- das Problem der vielen überschuldeten Haushalte soll durch die sofortige Abschaffung der Indexierung von Konsumentenkrediten und Hypotheken gelöst werden
- die durch den Verfassungsrat in der vergangenen Legislaturperiode ausgearbeitete neue Verfassung soll verabschiedet werden
- mehr direkte Demokratie durch größeren Einfluss der Bürger auf die Politik
- eine nachhaltige Nutzung der landeseigenen natürlichen Ressourcen
- eine strikte Trennung der Fischerei und Fischverarbeitung, sowie eine gerechte und gleiche Nutzung der Fischbestände durch die Bevölkerung
- es soll sichergestellt werden, dass alle von den Behörden gesammelten Daten der Öffentlichkeit zugänglich gemacht werden